# Efflatounaria tottoni
Efflatounaria tottoni is een zachte koraalsoort uit de familie Xeniidae. De koraalsoort komt uit het geslacht Efflatounaria. Efflatounaria tottoni werd in 1939 voor het eerst wetenschappelijk beschreven door Gohar. 